# Dan hrvatskih mučenika
Dan hrvatskih mučenika je hrvatski katolički spomendan. Ustaljeni je red da ga se obilježava zadnje subote u kolovozu. Svečano misno slavlje počinje u 11 sati, a križni put kreće s Krbavskog polja u 9 sati.

## Povijest
Održava se prema odluci Hrvatske biskupske konferencije. Tog dana Hrvatska odaje počast svojim mučenicima, braniteljima, stradalnicima i žrtvama, koji su na bilo koji način, bilo gdje i u bilo koje vrijeme kroz povijest stradali za svoj narod, vjeru i domovinu. Organizator središnje svečanosti na Udbini je Gospićko-senjska biskupija.

## Obilježavanje
Svake se posljednje subote u kolovozu u crkvi hrvatskih mučenika u Udbini održava se euharistijsko slavlje i komemoracija za sve hrvatske mučenike kroz povijest. Oko crkve Hrvatskih mučenika nalazi se spomen-park. Predviđeno je da se u njemu sagradi veliki memorijalni zid na kojem će se postaviti spomen-kamenja svih hrvatskih stratišta, mjesta pogibije i masovnih grobnica. Nazivi za taj zid su Zid memorije, Zid sjećanja, Spomen na sve žrtve koje su pale za Krst časni i slobodu zlatnu, za svoju vjeru, narod i domovinu.
Organizatori komemoracija tog dana pozivaju sve ljude dobre volje na hodočašće u Udbinu. Organizatori pozivaju entuzijaste da u spomen na masovno smaknute Hrvate, donesu i na Zid sjećanja ugrade spomen-kamen s imenom mjesta gdje su se odvijale masovne egzekucije Hrvata. Polaganje Spomen kamena bilo je 29. kolovoza 2015. godine.
Zadnjih se godina osobito nastoji moliti za mučenike pobijene na poznatim i nepoznatim stratištima tijekom 20. stoljeća.

### Kronologija
Nepotpun popis:
Dan hrvatskih mučenika 2009.
Dan hrvatskih mučenika 2009. godine obilježen je 12. rujna. Središnje euharistijsko slavlje predvodio je hvarsko-bračko-viški biskup Slobodan Štambuk.
Dan hrvatskih mučenika 2021.
Dan hrvatskih mučenika obilježen je 11. rujna 2021. Središnje euharistijsko slavlje predvodio je splitsko-makarski nadbiskup Marin Barišić.

## Vanjske poveznice
- Crkva hrvatskih mučenika u Udbini